# Daniel Barber

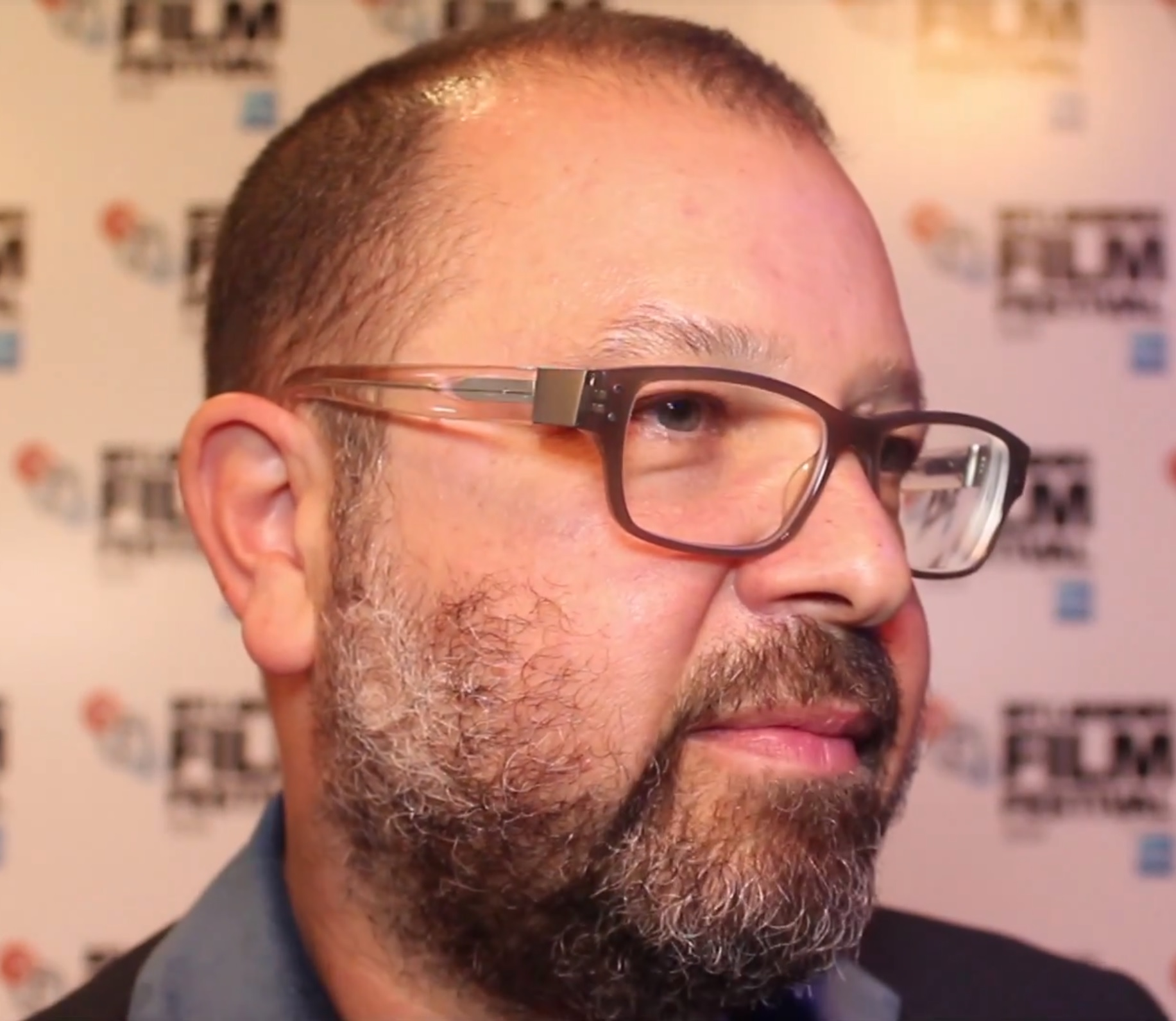
Daniel Barber (2014)

Daniel Barber (* 1965 in London) ist ein britischer Filmregisseur. 2008 war er für seinen Kurzfilm The Tonto Woman für einen Oscar nominiert.

## Leben
Barber wurde 1965 im Londoner Middlesex Hospital geboren und wuchs im Stadtteil Camden Town auf. Er studierte bis 1988 Grafikdesign an der Londoner Saint Martin's School of Art. Danach arbeitete er fünf Jahre für die Werbeagentur Lambie Nairn & Co., wo er vor allem Titelsequenzen und Programmlogos für Fernsehsender gestaltete. Seine Arbeit wurde mit mehreren Preisen ausgezeichnet. 1993 wechselte er zur Agentur Rose Hackney Productions, wo er bei zahlreichen Werbespot-Produktionen die Regie übernahm. 1995 wurde er Partner der Agentur. In den nächsten zehn Jahren produzierte er hunderte Werbespots. 2006 wechselte Barber zum Produktionsunternehmen Knucklehead, wo er ebenfalls Partner wurde.
2007 entstand Barbers Kurzfilm-Western The Tonto Woman, der auf einer Kurzgeschichte von Elmore Leonard basierte. Der 35 Minuten lange Film brachte Barber und Produzent Matthew Brown bei der Oscarverleihung 2008 eine Nominierung für den besten Kurzfilm ein. Im Jahr darauf gab Barber mit dem Krimi-Drama Harry Brown sein Spielfilmdebüt, in dem Michael Caine die titelgebende Hauptrolle übernahm. 2014 entstand das Westerndrama The Keeping Room: Bis zur letzten Kugel nach einem Drehbuch von Julia Hart.
Er war mit Sandra Barber verheiratet, die 2015 im Alter von 51 Jahren verstarb. Aus der Ehe ging ein Sohn hervor. Seine Schwester Lauren Barber ist mit Gary Kemp verheiratet.

## Filmografie
- 2008: The Tonto Woman (Kurzfilm)
- 2009: Harry Brown
- 2014: The Keeping Room – Bis zur letzten Kugel (The Keeping Room)